# Dorcadion steineri
Dorcadion steineri är en skalbaggsart som beskrevs av Holzschuh 1977. Dorcadion steineri ingår i släktet Dorcadion och familjen långhorningar. Inga underarter finns listade i Catalogue of Life.